# Maariw

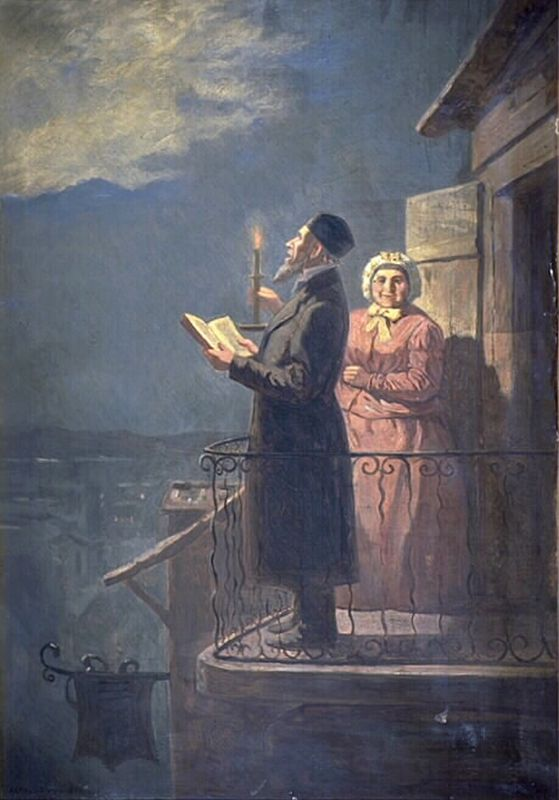
„Modlitwa wieczorna”, Alphonse Levy (1883) - Musée d'art et d'histoire du Judaïsme

Maariw (hebr. מעריב, Ma`ariw, Na wieczór) – w judaizmie modlitwa wieczorna. Jest to jedna z trzech obowiązkowych modlitw codziennej liturgii. Należy ją odmówić po zmroku, lecz nie później niż o północy. Czasem łączona jest z modlitwą popołudniową – minchą. W czasie szabatu odmawia się ją nieco wcześniej. Maariw w Szabat zwana jest Kabalat Szabat.
Na maariw składają się Szema Jisrael i Amida.